# 九箇谷村
九箇谷村（くかたにむら）は、かつて新潟県岩船郡にあった村。

## 沿革
- 1889年（明治22年）4月1日 - 町村制施行に伴い岩船郡金丸村、八ツ口村、片貝村、聞出村、畑村、沼村、大内淵村、下川口村、楢木新田が合併し、九箇谷村が発足。
- 1901年（明治34年）11月1日 - 岩船郡関村、七箇谷村と合併し、関谷村となり消滅。